# Chelsea Physic Garden

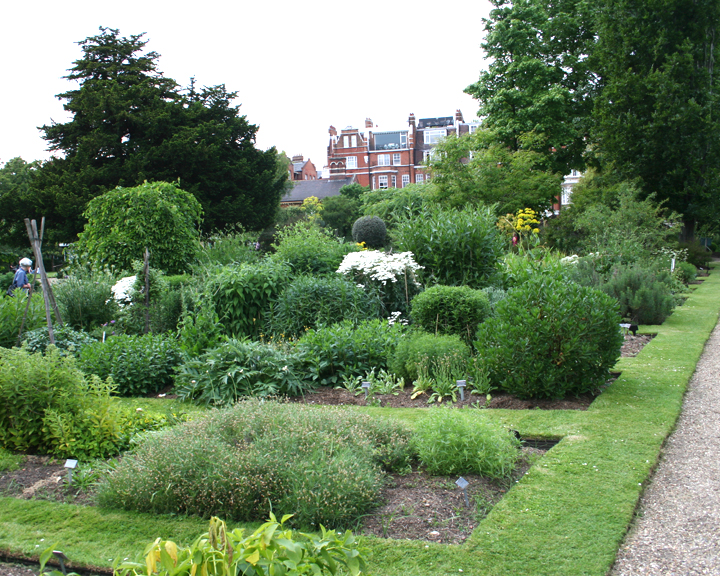
Tuin in de zomer van 2006

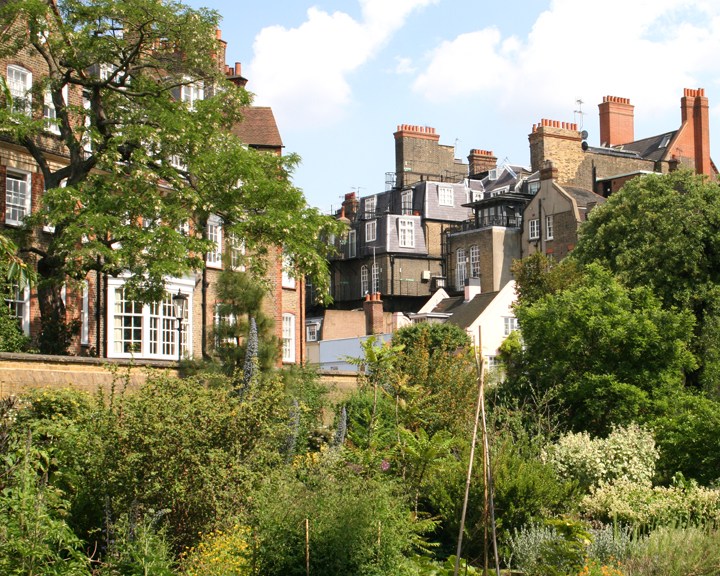
Tuinhuis op de achtergrond

De Chelsea Physic Garden is een botanische tuin in Chelsea (Londen). De botanische tuin is aangesloten bij Botanic Gardens Conservation International. 

## Geschiedenis
De tuin is in 1673 opgericht als Apothecaries' Garden door de Worshipful Society of Apothecaries en is daarmee na University of Oxford Botanic Garden (1621) en Royal Botanic Garden Edinburgh (1670) de oudste botanische tuin van Groot-Brittannië. De tuin is opgericht om studenten te trainen in het identificeren van planten.
De tuin werd gevestigd aan de oever van de Theems, omdat het gematigde klimaat in de buurt van een grote rivier uitheemse planten een grotere overlevingskans zou bieden. Ook was de locatie aan een rivier belangrijk vanwege het transport van planten en personen van en naar de tuin. In de zeventiende eeuw had de tuin een aanzet gegeven voor een internationaal zaaduitwisselingsprogramma tussen botanische tuinen dat nog steeds bestaat. Dit begon in 1682 toen Paul Hermann van de Hortus botanicus Leiden door toenmalig directeur John Watts werd uitgenodigd om Chelsea Physic Garden te bezoeken. De beide mannen ontwikkelden het idee voor een plant- en zaaduitruil, waarna John Watts in 1683 Leiden bezocht, waarbij hij planten en zaden meebracht. Het zaaduitwisselingsprogramma bestaat nu tussen de Chelsea Physic Garden en zo'n 368 andere botanische tuinen en universiteiten in 37 verschillende landen.
Hans Sloane kocht in 1713 een landgoed naast de tuin van 1,6 hectare, dat hij vanaf 1722 aan de Society of Apothecaries verpachtte voor £ 5,- per jaar met de eis dat de tuin de Royal Society zou voorzien van herbariummateriaal.
In de tuin werden verschillende leefmilieus aangelegd. Hieronder was de rotstuin met vijver. Hiervoor werden diverse stenen gebruikt, waaronder stenen van de Tower of London en uitvloeiingsgesteente dat in 1772 door Joseph Banks was aangevoerd vanuit IJsland. De rotstuin kwam op 16 augustus 1773 gereed en is de oudste rotstuin in Engeland die toegankelijk is voor het publiek.
In 1848 gebruikte Robert Fortune wardiaanse kisten (transportkisten die op miniatuur-broeikassen lijken) om zaden van de theeplant te transporteren vanuit China, wat leidde tot de vestiging van een thee-industrie in India.
In 1876 breidde de tuin zijn educatieve activiteiten uit door les te geven aan vrouwen die een opleiding in de plantkunde volgden. Aan het einde van de negentiende eeuw namen de bewindvoerders van de City Parochial Foundation het beheer van de tuin over van de Society of Apothecaries. In 1983 werd de tuin een geregistreerd goed doel, waarna de tuin voor het eerst openging voor het publiek.
In de tuin zijn vele prominenten werkzaam geweest, waaronder Philip Miller (tuinier van 1722 tot 1770), William Hudson, (demonstrateur en directeur van 1765-1771), William Curtis (demonstrateur en directeur van 1772 tot 177) en John Lindley (hoogleraar in de botanie en directeur van 1836 tot 1853).

## Collectie
De tuin bevat circa vijfduizend plantensoorten en concentreert zich op medicinale planten, planten die vanuit etnobotanisch oogpunt van belang zijn en zeldzame en bedreigde planten. Ook worden planten gekweekt die zijn ontdekt door en die hun botanische naam hebben gekregen van personen die belangrijk zijn geweest voor de tuin. Er worden planten gekweekt uit het Middellandse Zeegebied en  van de Canarische Eilanden.
In de broeikas worden tropische, subtropische en mediterrane planten gekweekt, alsmede back-upplanten voor de planten die buiten staan en mogelijk een koude of natte winter niet overleven.